# Pôle de renaissance communiste en France
Pôle de renaissance communiste en France (PRCF, deutsch Sammelpunkt der kommunistischen Erneuerung Frankreichs) ist eine 2004 gegründete marxistisch-leninistische französische Partei.

## Geschichte
1991 gründete sich in und um die Französische Kommunistischen Partei (PCF) die Coordination Communiste pour la Continuité Révolutionnaire et la Renaissance Léniniste du PCF (Abk. CC, dt. Kommunistische Koordination für eine revolutionäre Kontinuität und eine leninistische Wiedergeburt der PCF). Anhänger dieser Gruppe strebten eine stärker marxistisch-leninistische Ausrichtung der Partei an und kritisierten eurokommunistische Tendenzen, eine zu starke Anlehnung an die Sozialistische Partei oder die Hinwendung zu möglichen Regierungsbeteiligungen. Neben der CC entstanden im Laufe der 1990er Jahre weitere solcher orthodox kommunistischen Organisationen. Ein Teil selbiger vereinte sich seit 2002 in der Fédération Nationale des Associations pour la Renaissance Communiste (dt. Nationale Föderation der Organisationen für eine kommunistische Erneuerung), welche die direkte Vorgängerorganisation des PRCF war.
Der PRCF wurde auf einem Nationalen Konvent für die kommunistische Renaissance vom 17. bis 18. Januar 2004 gegründet. Gründungsmitglied war auch die emeritierte Professorin und Historikerin Annie Lacroix-Riz. Auf dem Gründungskonvent wurde festgestellt, dass „[...] die politische Abdankung der Mehrzahl der ehemals „linken“ Parteien, die einer „eurokonstruktiv“ genannten Politik gegenüber verhaftet sind [stattgefunden hat und diese nicht in der Lage sind, die] nationale Souveränität zu verteidigen, das Europa der [sozialen] Kämpfe zu unterstützen [oder] mit der Einheitspolitik des Großkapitals, welches diese Politik entweder durch die Rechte oder durch die Sozialistische Partei und ihre Satelliten, die Führer der mutierten Partei [PCF], ins Werk gesetzt hat, zu brechen“.

## Politische Positionen
Die Partei beruft sich auf die Theorie des Wissenschaftlichen Sozialismus von Karl Marx, Friedrich Engels, Wladimir Lenin und anderen Revolutionären.

## Parteiaufbau
Der PRCF ist nach dem Prinzip des demokratischen Zentralismus organisiert. Sie gliedert sich in Regionalverbände in den französischen Départements sowie in Abschnitte und Zellen.
Der Generalsekretär der nationalen politischen Leitung ist seit 2021 Fadi Kassem. Sein Vorgänger von 2004 bis 2021 war Georges Gastaud. Ehrenpräsident war Georges Hage, der von 2002 bis 2007 Abgeordneter für den 16. Wahlkreis des Départements Nord in der Nationalversammlung war und dort das Amt des Alterspräsidenten bekleidete.

## Medien
Der PRCF veröffentlicht die Monatszeitschrift Initiative communiste und die theoretische Zeitschrift ÉtincelleS. Weiterhin strahlt sie jeden Montag von 20 bis 21 Uhr und Dienstag von 5.30 bis 6.30 Uhr auf Radio Galère die Sendung Convergence aus.

## Jugendorganisation
Die Jugendorganisation der Bewegung, „Jeunes pour la renaissance communiste en France“ (JRCF) nahm 2006 an der Massenbewegung gegen das Ersteinstellungsgesetz teil.
International arbeitete sie kurzzeitig mit der Freien Deutschen Jugend (FDJ) zusammen, die Zusammenarbeit endete jedoch aufgrund von unterschiedlichen Ansichten auf den Krieg in der Ukraine.

## Wahlergebnisse
Bei der Wahl zur Nationalversammlung 2007 trat der PRCF mit fünf Kandidaten an, ohne jedoch ein Mandat zu erringen. Das beste Ergebnis erzielte dabei Jacques Lacaze mit 1,56 % im 12. Wahlkreis des Départements Pas-de-Calais.
Bei der Wahl zur Nationalversammlung 2012 stellte sie Kandidaten in drei Wahlkreisen auf.
Bei der Präsidentschaftswahl in Frankreich 2017 unterstützte sie das Linksbündnis La France insoumise mit seinem Kandidaten Jean-Luc Mélenchon.
Bei der Präsidentschaftswahl in Frankreich 2022 scheiterte der Parteivorsitzende Fadi Kassem daran die 500 zum Antritt benötigten Unterstützerunterschriften gewählter Mandatsträger (überwiegend Parlamentarier auf Europa-, Staats-, Regions- und Départementsebene sowie Bürgermeister und gewählte Vorsitzende höherer Gebietskörperschaften) aus mindestens 30 Départements einzuholen.